# Klasselæreren
Klasselæreren (tysk originaltitel: Favoriten) er en østrigsk dokumentarfilm fra 2024, der er instrueret af Ruth Beckermann. Filmen følger igennem tre år en multikulturel skoleklasse og dens ihærdige lærer i arbejderbydelen Favoriten i den østrigske hovedstad Wien.

## Handling
Filmen dokumenterer skolelivet i den multikulturelle arbejderklassebydel Favoriten i Wien over tre år. Filmholdet fulgte en wiensk skoleklasse undervejs, fra børnene er syv år, til de er ti, og resultatet er ifølge udgiverne et forbløffende muntert portræt af et usædvanligt samfund. Klassens ambitiøse lærer, Ilkay, er fast besluttet på at skabe et inkluderende og støttende miljø for børnene, hvoraf mange ikke taler tysk derhjemme, nogle familier er ramt af krigstraumer, og mange oplever at blive diskrimineret. Trods mangel på resurser fra uddannelsessystemet styrer Ilkay sine elever gennem dagligdags begivenheder, nederlag og sejre. Filmen handler om undervisning og indlæring og de ofte meget overraskende oplevelser et sted midt imellem og er en hyldest til barndommen og en understregning af alle underviseres vigtige rolle.

## Modtagelse

### Danmark
Filmmagasinet Ekko gav filmen fem stjerner ud af seks. Anmelderen fandt det opløftende at opleve den unge lærer Ilkay, som han kaldte hamrende dygtig, og følte, at man gennem filmen kom til at føle, at man havde kendt nogle af børnene i årevis, ikke mindst kameraets favorit, den syriske Majeda. Anmeldelsen konkluderede, at filmen var en rørende hyldest til lærerne, der gør integrationen mulig. Berlingske gav ligeledes fem stjerner og kaldte det en fremragende film, som får tilskueren til at tro på det gode i mennesket. Anmelderen var især betaget af læreren, der muntert og kærligt insisterede på at se potentiale i alle, og mente, at uanset hvad hun fik i løn, var det for lidt. Politiken nøjedes med fire hjerter, men kaldte filmen bevægende og lærerig og syntes, at tilskuerne kom i øjenhøjde med både mange fantatiske unger og ikke mindst den fantastiske lærer.

### USA
På det amerikanske websted Rotten Tomatoes, der opsummerer amerikanske mediers filmanmeldelser, var 100 % af de 8 indsamlede anmeldelser positive.